# Pelophryne rhopophilia
Pelophryne rhopophilia là một loài cóc trong họ Bufonidae.
Nó được tìm thấy ở Malaysia, có thể Brunei, và có thể Indonesia.
Các môi trường sống tự nhiên của chúng là các khu rừng ẩm ướt đất thấp nhiệt đới hoặc cận nhiệt đới, các khu rừng vùng núi ẩm nhiệt đới hoặc cận nhiệt đới, và đầm nước ngọt có nước theo mùa.